# Stagnicola woodruffi
Stagnicola woodruffi är en snäckart som först beskrevs av F. C. Baker 1901.  Stagnicola woodruffi ingår i släktet Stagnicola och familjen dammsnäckor. Inga underarter finns listade i Catalogue of Life.